# Llista de pòdcasts d'història
Aquesta llista de pòdcasts i videopòdcasts sobre història inclou programes de ràdio i televisió que es centren específicament en la història.

## Pòdcasts d'història en llengua catalana
| Pòdcast                                  | Any               | Protagonista, narrador(s), o hoste(s)                                                       | Temàtica                                                        | Produit per                                            | Enllaç web                                                                           | Ref         |
| ---------------------------------------- | ----------------- | ------------------------------------------------------------------------------------------- | --------------------------------------------------------------- | ------------------------------------------------------ | ------------------------------------------------------------------------------------ | ----------- |
| A les portes de Troia                    | 2013 - actualitat | Sergio Rodríguez, Alberto Reche i Albert Abril                                              | Genèric                                                         | Ràdio Castellar                                        | A les portes de Troia                                                                | [ 1 ]       |
| Els ulls de Clio                         | 2020 - actualitat | Albert Colell, Pau Subirà, Marc Segués                                                      | Genèric, humor, local                                           | Solsona FM                                             | Els ulls de Clio a Ràdio Solsona FM                                                  | [ 1 ] [ 2 ] |
| Sala 113, històries arxivades            | 2022              | Lluís Soler, Virgínia Vilaroya                                                              | Genèric                                                         | Direcció General de Patrimoni Cultural - Arkham Studio | sala113                                                                              | [ 1 ]       |
| Chelsea Hotel                            | 2021–2023         | Olga Suanya i Sag                                                                           | Història darrera les cançons                                    | RAC1                                                   | chelsea hotel a Rac1                                                                 | [ 1 ]       |
| Van fer història                         | - actualitat      |                                                                                             | Per al públic infantil-juvenil                                  | Petit Sàpiens                                          | Van fer història al Petit Sàpiens                                                    | [ 1 ]       |
| En guàrdia!                              | 2001 - actualitat | Enric Calpena, Josep Maria Solé i Sabaté, Oriol Junqueras i especialistes                   | Genèric - història de Catalunya                                 | Catalunya Ràdio - 3Cat                                 | En guàrdia, a Catalunya Ràdio                                                        | [ 1 ]       |
| El búnquer                               | 2020 - actualitat | Peyu, Jair Domínguez, Neus Rossell; director: Albert Sayós; producció, el Corral de l'Humor | Biografies - humor                                              | Catalunya Ràdio - 3Cat                                 | El búnquer a 3cat                                                                    | [ 3 ]       |
| Mitologia de butxaca                     |                   | Sergi Garcia Vázquez                                                                        | Mitologia clàssica i antiga                                     |                                                        | mitologia de butxaca a àudio cat                                                     | [ 1 ]       |
| Històries de butxaca                     |                   | Lluís Vilaró                                                                                | Local i comarcal                                                | Ràdio Mollet                                           | histories-de-butxaca a Ràdio Mollet                                                  |             |
| Mitologia aplicada                       |                   | Antonio Baños Boncompain                                                                    | Mitologia i actualitat                                          | Catalunya Ràdio - 3Cat                                 | mitologia-aplicada al 3cat                                                           |             |
| Les dones i els dies                     |                   | Montse Virgili                                                                              | Història de les dones i gènere                                  | Catalunya Ràdio - 3Cat                                 | les-dones-i-els-dies al 3cat                                                         |             |
| Històries trobades                       |                   | Maria Montes                                                                                | biografies, història de la música                               | Catalunya Música - 3Cat                                | histories-trobades al 3cat                                                           |             |
| Els homes clàssics                       | - actualitat      | Pedro Pardo i Albert Galceran                                                               | Història de la música - biografies                              | Catalunya Música - 3Cat                                | els-homes-classics a 3cat                                                            |             |
| El compositor de la setmana              | - actualitat      | Xavier Chavarria                                                                            | Història de la música - biografies                              | Catalunya Música - 3Cat                                | compositor de la setmana al 3cat                                                     |             |
| El gran segle                            | - actualitat      | Joan Vives                                                                                  | Història de la música                                           | Catalunya Música - 3Cat                                | el-gran-segle a 3cat                                                                 |             |
| Ara que fa 50 anys                       | 2009              | Núria Ribó                                                                                  | Història de la cançó catalana - Nova Cançó                      | Catalunya Ràdio                                        | ara-que-fa-50-anys al 3cat                                                           |             |
| Una història de la literatura            |                   | Elisenda Pineda                                                                             | Història de la literatura - infantil i juvenil                  | 3cat - SX3                                             | una-historia-de-la-literatura al 3cat                                                |             |
| Moments clau de la història de Catalunya |                   | Emma                                                                                        | Història de Catalunya - infantil i juvenil - VÍDEOS. Nivell ESO | SX3 - 3Cat                                             | moments-clau-de-la-historia-de-catalunya/ al 3cat                                    |             |
| Van fer història                         |                   |                                                                                             | Biografies - infantil i juvenil - VÍDEOS                        | SX3 - 3Cat                                             | van-fer-història al 3cat                                                             |             |
| Fuet                                     | 2023 - actualitat |                                                                                             | Història de Catalunya - infantil i juvenil VÍDEO                | SX3 - 3Cat                                             | fuet al 3cat                                                                         |             |
| Història de Catalunya                    | 1988 - 1989       | Dragui - Francesc Capdevila (dibuixant); Claudi Biern Boyd, director                        | Història de Catalunya - infantil i jovenil - VÍDEO              | TV3                                                    | història-de-Catalunya al 3cat                                                        | [ 4 ]       |
| Històries de Catalunya                   | 2003-2005         | Joan Gallifa i Antoni Tortajada (directors)                                                 | Història de Catalunya - VÍDEO                                   | TV3 - 3Cat                                             | histories-de-catalunya al 3 cat                                                      |             |
| Va passar aquí                           |                   |                                                                                             | Història de Barcelona - VÍDEO                                   | Betevé                                                 | va-passar-aquí a betevé.cat                                                          |             |
| Va passar aquí Catalunya                 |                   |                                                                                             | Història de Catalunya - VÍDEO                                   | La Xarxa de Comunicació Local                          | Va passar aquí Catalunya a la Xarxa.cat                                              |             |
| Sota terra                               | 2010              | Fermí Fernàndez, Eudald Carbonell i Roura                                                   | Arqueologia i història - humor - VÍDEO                          | TV3 - 3Cat                                             | sota terra al 3cat                                                                   |             |
| Històries                                |                   | producció: Àlex Moldes;                                                                     | Història i llegendes d'Andorra - VÍDEO                          | Ràdio i Televisió d'Andorra                            | histories a Andorra Difusió                                                          |             |
| Tot jazz                                 |                   |                                                                                             | Història del jazz                                               | La Xarxa de Comunicació Local                          | el-primer-programa-sobre-la-historia-del-genere-vista-des-de-catalunya a la Xaxa.cat | [ 5 ]       |
| Memòria                                  |                   | Berenguer Ballester                                                                         | Història oral de la Catalunya del Nord                          | Ràdio Arrels                                           | memòria a Ràdio Arrels                                                               |             |
| Arrels                                   | 2020              |                                                                                             | Història i genealogies de les Illes Balears - VÍDEO             | IB3 Televisió                                          | arrels a ib3                                                                         |             |
| Un passeig per la història               | 2022 - actualitat |                                                                                             | història del País Valencià                                      | À Punt FM                                              | un-passeig-per-la-historia a Àpunt Ràdio                                             |             |
| Cocodril Club                            | 2022 - actualitat | Albert Malla                                                                                | Història del Pop-Rock                                           | Ràdio Estel                                            | cocodril-club-albert-malla a Ràdio Puig-reig                                         |             |
| Chelsea Hotel                            | 2005 - actualitat | Salvador Climent, Javier Moreno, José Luis Moreno, Francesc Chiva                           | Història del rock                                               | La Xarxa de Comunicació Local Mataró Audiovisual       | Chelsea Hotel Podcasts                                                               |             |

## Pòdcasts d'història en llengua gallega
| Pòdcast              | Any              | Protagonista, narrador(s), o hoste(s) | Temàtica                    | Produit per           | Enllaç web                      | Ref |
| -------------------- | ---------------- | ------------------------------------- | --------------------------- | --------------------- | ------------------------------- | --- |
| Historias de Galicia | 2007, 2009, 2011 |                                       | Història de Galícia - VÍDEO | Televisión de Galicia | historias-de-galicia a crtvg.es |     |

## Pòdcasts d'història en llengua castellana
| Pòdcast                   | Any          | Protagonista, narrador(s), o hoste(s)               | Temàtica                                  | Produit per              | Enllaç web                                  | Ref   |
| ------------------------- | ------------ | --------------------------------------------------- | ----------------------------------------- | ------------------------ | ------------------------------------------- | ----- |
| Preguntas a la historia   | - actualitat | professors d'història de la UNED                    | Generalista                               | Radio Nacional de España | preguntas-a-la-historia a rtve.es           |       |
| Audios para recordar      | - actualitat | Sabrina Aguado, Guillem Hidalgo, Elvira de Luis     | Documents històrics de la RNA             | RNE                      | audios-para-recordar a rtve.es              |       |
| Puerta al presente        | - actualitat | Daniel Andrés                                       | L'actualitat explicada des de la història | RNE                      | puerta-al-presente a rtve.es                |       |
| Luz de Sefarad            | - actualitat |                                                     | Història del poble jueu de Sefarad        | RNE                      | luz-de-sefarad a rtve.es                    |       |
| Mujeres malditas          | - actualitat |                                                     | Biografies de dones                       | RNE                      | mujeres-malditas a rtve.es                  |       |
| Ser Historia              | - actualitat | Nacho Ares                                          | Generalista                               | Cadena SER               | ser-historia a Cadena Ser                   |       |
| Muy historia              | - actualitat | Iván Patxi Gómez Gallego                            | Generalista                               | Muy Interesante          |                                             |       |
| La escóbula de la brújula | - actualitat | Jesús Callejo, Carlos Canales i Juan Ignacio Cuesta | Generalista amb especialistes             |                          | la-escobula-de-la-brujula a podium podcast/ | [ 6 ] |
| La contra historia        | - actualitat | José Antonio López Guerrero                         | Generalista                               | ivoox                    | la -contrahistoria a ivoox                  | [ 6 ] |
| Memorias de un tambor     | - actualitat | José Carlos G.                                      | Història d'Espanya                        | ivoox                    | memorias de un tambor a ivoox               | [ 6 ] |
| Casus Belli               | - actualitat |                                                     | Història militar                          | ivoox                    | casus-belli a Ivoox                         | [ 6 ] |
| Roma Aeterna              | - actualitat | Iván Martín                                         | Història de la Roma Antiga                | ivoox                    | roma-aeterna a ivoox                        | [ 6 ] |

## Pòdcasts d'història en llengua anglesa
| Pòdcast                                        | Any             | Protagonistes, narrador(s), o hoste(s)                     | Produit per              | Ref           |
| ---------------------------------------------- | --------------- | ---------------------------------------------------------- | ------------------------ | ------------- |
| 15 Minute History                              | 2019–al present |                                                            | Independent              | [ 7 ]         |
| 1619                                           | 2019            | Nikole Hannah-Jones                                        | The New York Times       | [ 8 ]         |
| 1865                                           | 2019–2021       |                                                            | Airship and Wondery      | [ 9 ]         |
| 30 for 30                                      | 2017–present    |                                                            | ESPN                     | [ 10 ]        |
| The Age Of Napoleon                            | 2017–present    | E.M. Rummage                                               |                          | [ 11 ]        |
| American History Tellers                       | 2018–present    | Lindsay Graham                                             | Wondery                  | [ 12 ]        |
| Ancient History Fangirl                        |                 |                                                            |                          | [ 7 ]         |
| ArtCurious                                     |                 |                                                            |                          | [ 13 ]        |
| Atlanta Monster                                |                 |                                                            |                          | [ 14 ]        |
| Backstory                                      | 2015–present    | Ed Ayers, Brian Balogh, Nathan Connolly and Joanne Freeman | Independent              | [ 10 ]        |
| Behind The Bastards                            | 2018–present    | Robert Evans (journalist)                                  | Cool Zone Media          | [ 11 ]        |
| Biography                                      |                 |                                                            |                          | [ 15 ]        |
| Bizarre States                                 |                 |                                                            |                          | [ 16 ]        |
| Black History Year                             |                 |                                                            |                          | [ 7 ]         |
| Bowery Boys                                    | 2008–present    | Greg and Tom                                               | Bowery Boys Media        | [ 11 ]        |
| The British History Podcast                    | 2011–present    | Jamie Jeffers                                              |                          | [ 17 ]        |
| Burnt Toast                                    |                 |                                                            |                          | [ 13 ]        |
| The Cine-Files                                 |                 |                                                            |                          | [ 18 ]        |
| Cocaine and Rhinestones                        | 2017–present    | Tyler Mahan Coe                                            | Coe Operation            | [ 10 ]        |
| Crossfire                                      |                 |                                                            |                          | [ 19 ]        |
| The Dollop                                     |                 |                                                            |                          | [ 20 ]        |
| Flashback: History's Unintended Consequences   |                 |                                                            |                          | [ 21 ]        |
| Gastropod                                      |                 |                                                            |                          | [ 22 ]        |
| Ghost Town                                     | 2018–present    | Jason Horton, Rebecca Leib                                 |                          | [ 23 ]        |
| Hardcore History                               | 2006–present    | Dan Carlin                                                 |                          | [ 24 ]        |
| Historical Figures                             |                 |                                                            |                          | [ 25 ]        |
| History Becomes Her                            | 2020            |                                                            | Mashable                 | [ 11 ]        |
| The History Chicks                             | 2011–present    | Susan Vollenweider and Beckett Graham                      | Wondery                  | [ 14 ]        |
| History Extra                                  | 2007–present    |                                                            | Immediate Media Company  | [ 16 ]        |
| The History of American Slavery                |                 |                                                            |                          | [ 26 ]        |
| The History of England                         | 2010–present    | David Crowther                                             |                          | [ 25 ]        |
| The History of Rome                            | 2007–2012       | Mike Duncan                                                |                          | [ 15 ]        |
| A History of the World in 100 Objects          |                 |                                                            |                          | [ 17 ]        |
| History on Fire                                |                 | Daniele Bolelli                                            |                          | [ 20 ]        |
| Lore                                           |                 |                                                            |                          | [ 27 ]        |
| The Memory Palace                              | 2008–present    | Nate DiMeo                                                 |                          | [ 28 ] [ 29 ] |
| More Perfect                                   | 2016–present    | Kai Wright                                                 | WNYC Studios             | [ 8 ]         |
| Music History Project                          | 2017-present    | Dan Del Fiorentino                                         | NAMM                     | [ 30 ]        |
| The New York Public Library Podcast            |                 |                                                            |                          | [ 15 ]        |
| Nice Try!                                      |                 |                                                            |                          | [ 28 ]        |
| Presidential                                   |                 |                                                            |                          | [ 14 ]        |
| The Rest is History                            | 2020-present    | Tom Holland, Dominic Sandbrook                             | Goalhanger Podcasts      | [ 31 ]        |
| Reverberate                                    |                 |                                                            |                          | [ 19 ]        |
| Revisionist History                            | 2016–present    | Malcolm Gladwell                                           | Pushkin Industries       | [ 8 ]         |
| Revolutions                                    | 2013–Present    | Mike Duncan                                                |                          | [ 22 ]        |
| Ridiculous History                             |                 |                                                            |                          | [ 12 ]        |
| Sawbones: A Martial Tour of Misguided Medicine |                 |                                                            |                          | [ 32 ]        |
| Sidedoor                                       |                 |                                                            |                          | [ 20 ]        |
| Slow Burn                                      | 2017–present    |                                                            | Slate                    | [ 33 ]        |
| The Sneak                                      | 2019–present    | Nate Scott                                                 | USA Today and Wondery    | [ 11 ]        |
| Something True                                 |                 |                                                            |                          | [ 12 ]        |
| SpyCast                                        | 2006–present    | Dr. Andrew Hammond                                         | International Spy Museum | [ 27 ]        |
| Stuff You Missed in History Class              |                 |                                                            |                          | [ 25 ]        |
| This Podcast Will Kill You                     |                 |                                                            |                          | [ 33 ]        |
| Throughline                                    | 2019–present    | Ramtin Arablouei and Rund Abdelfatah                       | NPR                      | [ 28 ]        |
| Tides of History                               |                 | Patrick Wyman                                              |                          | [ 22 ]        |
| To the Best of Our Knowledge                   |                 |                                                            |                          | [ 16 ]        |
| Travels Through Time                           |                 |                                                            |                          | [ 27 ]        |
| Uncivil                                        |                 |                                                            |                          | [ 26 ]        |
| You Must Remember This                         |                 |                                                            |                          | [ 33 ]        |
| You’re Dead to Me                              |                 |                                                            |                          | [ 17 ]        |
| You're Wrong About                             |                 |                                                            |                          | [ 19 ]        |
| The Nightingale of Iran                        |                 |                                                            |                          |               |